# Johann Gregor Breuer

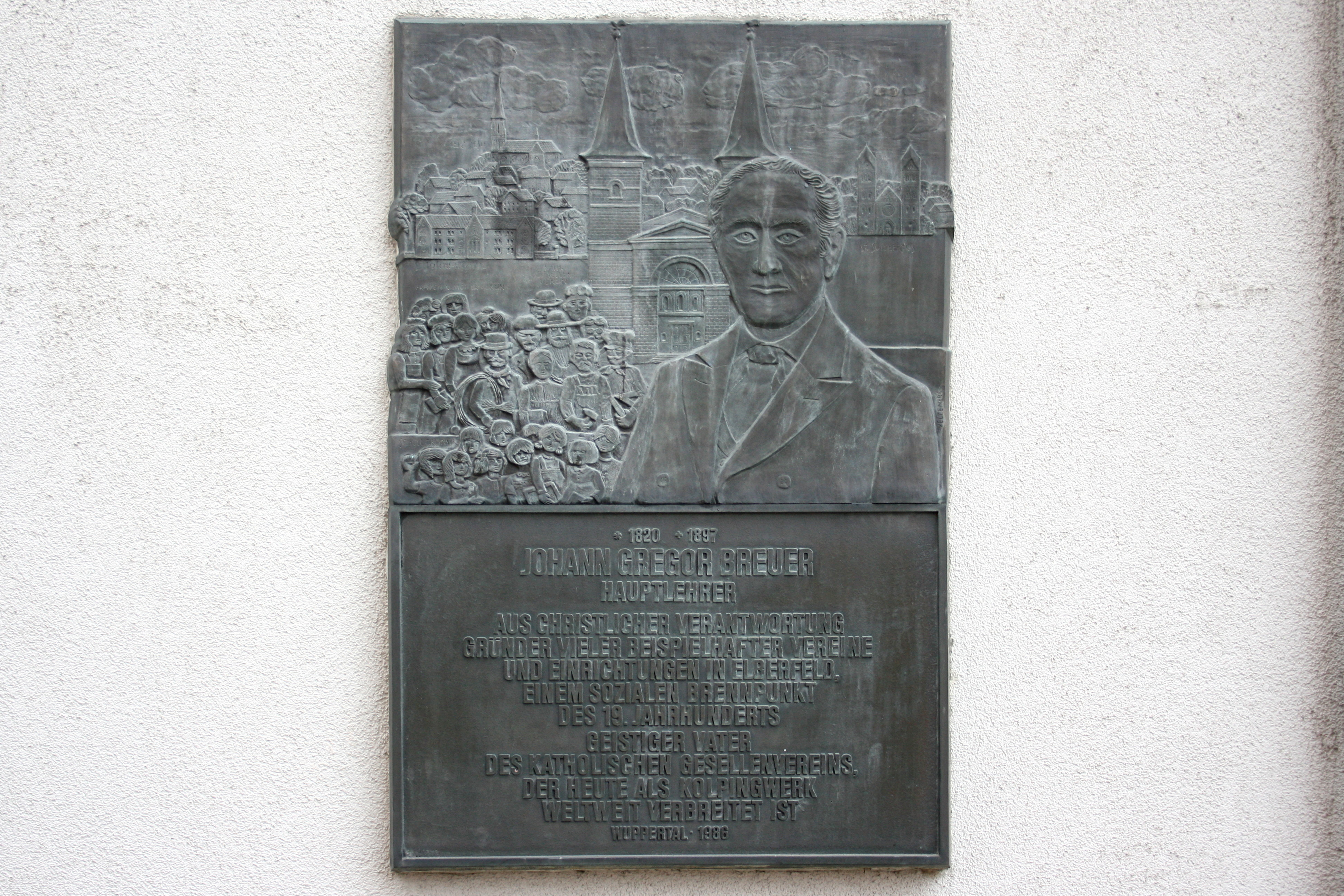
Gedenktafel für Breuer in Wuppertal

Johann Gregor Breuer (* 26. November 1821 in Neuss; † 2. April 1897 in Sanremo) war deutscher Lehrer und Sozialpädagoge. (* 26. November 1821 laut Geburtsurkunde – später sollte Breuer aus unbekannten Gründen 1820 schreiben)

## Leben und Wirken
Breuer wurde mit knapp sieben Jahren Halbwaise. Er hat einige Jahre seiner Kindheit in Rosauel, Schloss Auel und die Schulzeit in Neuhonrath verbracht. Er war seit 1838 Lehrer an der katholischen Mädchenschule in Elberfeld (Grünstraße) und 1845 deren Leiter. 1846 gründete er den Elberfelder Gesellenverein, den ersten katholischen Gesellenverein in Deutschland und Keimzelle des späteren Kolpingwerks, einer katholischen Sozialorganisation mit heute über 400.000 Mitgliedern in über 60 Ländern. Nach Worten Breuers habe ihn „die mangelhafte Schul- und Lebensbildung der meisten jungen Handwerker […] und zweitens die überaus großen Gefahren für Religion und Tugend, denen der Handwerksbursche […] preisgegeben ist“, zur Gründung motiviert. Aufgabe des Vereins sei es laut Breuer „einheimischen und fremden Jünglingen und namentlich Handwerksgesellen in einem Alter von 18 bis 25 Jahren und darüber durch Vortrag und passende Lektüre Belehrung, Erbauung, Fortbildung und angenehme Unterhaltung und Erheiterung zu verschaffen“. Der Verein sollte eine Brücke bilden „zwischen katholischer Seelsorge und Handwerkerschaft“, die durch Auflösung der Korporationen, Gewerbefreiheit und Konkurrenz mit der maschinellen Fertigproduktion vor schwere existenzielle Probleme gestellt war.

### Gegründete Vereine
- 1837 „Arme-Knaben-Verein“ in Neuhonrath
- 1841 „Katholischer Krankenverein“
- 1845 „Gesellschaft Parlament“, die heute noch existiert
- 1845 „Mädchenverein“
- 1846 „Gesellenverein“
- 1847 „Jungfrauenverein“
- 1850 „Cäcilia“ Kirchengesangverein
- 1866 „Spar- und Darlehensverein zum heiligen Josef“
- 1867 „Frauen- und Mütterverein“
- „Herz-Jesu“ und „St. Suitbertus“ Kirchenbauvereine[4]

Nach der Pensionierung im Jahre 1881 zog sich Breuer zu seinem Sohn nach Höchst zurück.
Johann Gregor Breuer verstarb am 2. April 1897 auf einer Genesungsreise nach Sanremo. Sein Grab befindet sich in Wuppertal auf dem Katholischen Friedhof Hochstraße.

## Familie

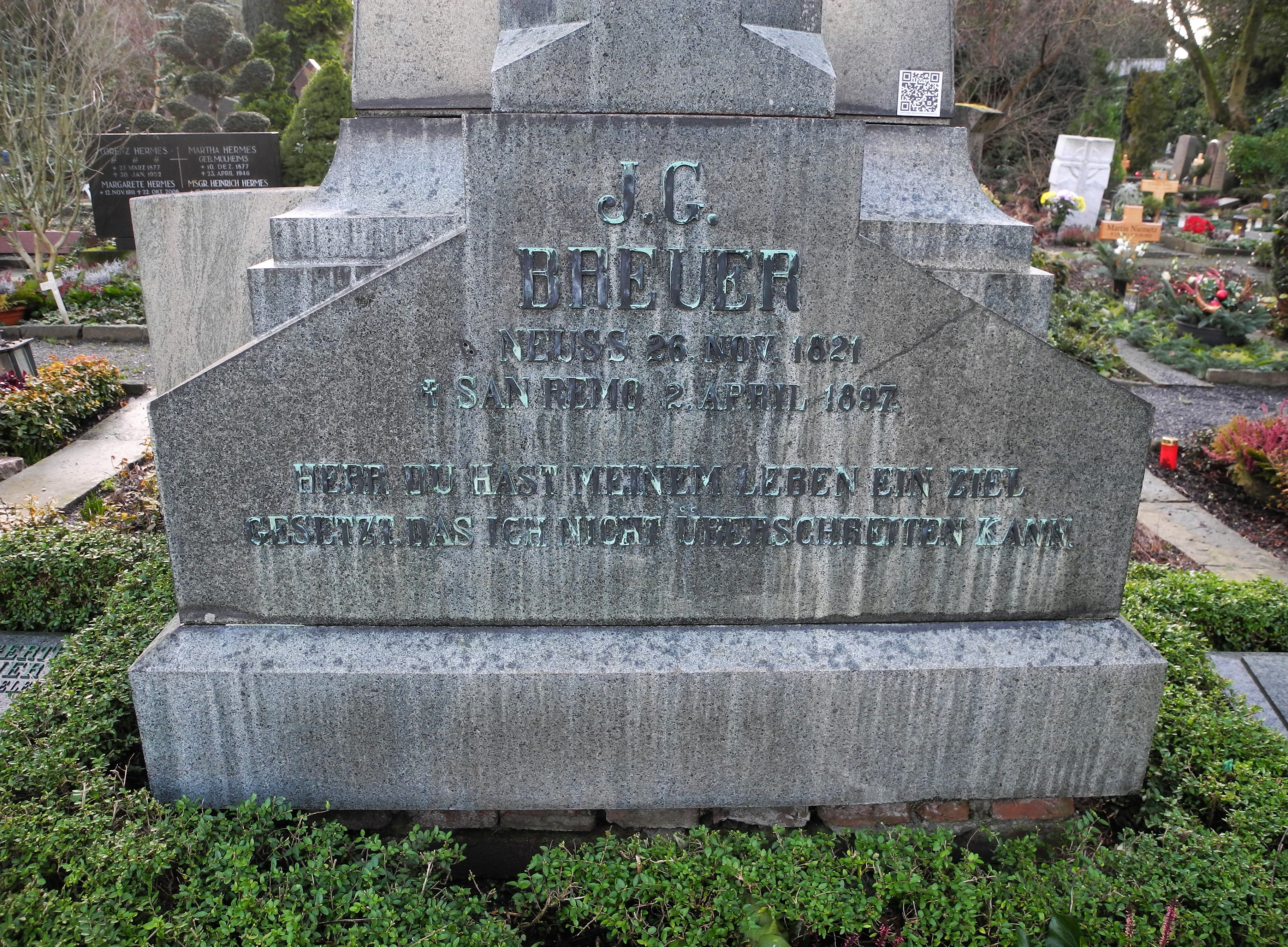
Wuppertal, Hochstr., kath. Friedhof, Grabstätte Johann Gregor Breuer

- Breuer war seit 1847 verheiratet mit Sybilla Gertrud geb. Kesseler, von ihren sieben Kindern starben fünf bereits zu Lebzeiten der Eltern.
- Sein Sohn Hermann Josef Breuer gründete die Maschinen- und Armaturenfabrik Breuer & Co., später eines der bedeutendsten Unternehmen in Höchst.
- Breuers Urenkel war der Priester und Widerstandskämpfer Hermann Josef Wehrle.